# 14. armada (Združeno kraljestvo)
14. armada je bila armada Britanske kopenske vojske, ki je bila aktivna med burmansko kampanjo druge svetovne vojne.
Armado so njeni pripadniki poimenovali kot Pozabljeno armado, ker so novinarji pogosto spregledali armadne akcije v Burmi v primerjavi z evropskimi in afriškimi armadami.
Leta 1945 je bila armada največja v britanski Skupnosti narodov ter tudi največja armada na svetu, saj je imela pod svojim poveljstvom okoli pol milijona ljudi.